# Leptopelis brevipes
Leptopelis brevipes es una especie de anfibios de la familia Arthroleptidae.

## Distribución geográfica
Es endémica de la isla de Bioko (Guinea Ecuatorial).
Su hábitat natural son los bosques tropicales o subtropicales húmedos a baja altitud.